# 세븐나이츠2
세븐나이츠2(영어: Seven Knights 2)는 넷마블 넥서스에서 개발한, 모바일 플랫폼을 기반으로 하는 수집형 MMORPG이다. 넷마블 IP(지식재산권) 세븐나이츠의 후속작이다.

## 게임 방식
세븐나이츠2는 유저가 소지한 영웅 중 4인의 영웅과 1종의 펫으로 덱을 구성하여 플레이하는 수집형 MMORPG이다. 구성한 덱으로 메인 시나리오를 플레이해나가며, 덱을 점점 더 강하게 성장시키는 것이 주요 목표이다.
영웅의 포지션은 공격형, 방어형, 사수형, 지원형, 만능형 5가지로 나뉘며 각자 액티브, 패시브 스킬과 궁극기를 가지고 있다. 유저는 영웅의 포지션에 따른 장비 장착과, 스킬, 잠재력, 신성력 등의 영웅 성장 요소를 강화하며 덱을 키워 나가야 하며, 성장 던전, 무한의 탑, 레이드 등 다양한 콘텐츠를 통해 영웅을 강하게 성장시킬 수 있다.
전투는 실시간 그룹 전투 방식으로 진행되며 집결, 타겟팅 기능을 통해 4인의 영웅을 한꺼번에 조작할 수도, 개별로 조작할 수도 있다.

### 메인 시나리오
메인 화면 좌측에 있는 퀘스트 창을 클릭하여 시나리오를 진행해 나갈 수 있다. 원작 세븐나이츠 '강림의 날'의 20년 후를 다룬 이야기로, 풀 보이스 더빙, 고퀄리티 시네마틱 연출 등을 통해 높은 몰입감을 제공한다.

### 성장 던전
골드 던전, 영혼석 던전, 엘릭서 던전, 룬 던전, 경험치 던전 5종이 있으며, 1일 1회 입장이 가능하다. 성장 던전 5종에서 영웅을 성장시킬 수 있는 주요 재화들을 얻을 수 있다. 1~15단계 난이도가 있고 난이도가 높을수록 얻을 수 있는 보상도 좋아진다.

### 무한의 탑
1층부터 최상층까지 순차적으로 클리어할 수 있는 콘텐츠이며, 1일 1회 입장이 가능하다. 각 층 미션을 모두 완료하면 보상이 지급되며 소탕 기능을 사용하면 현재까지 클리어한 무한의 탑 층에 맞는 보상을 획득할 수 있다.

### 4인 레이드
4명의 영웅과 1종의 펫으로 덱을 구성하여 진행할 수 있는 보스 레이드 던전으로, 1일 1회 입장이 가능하다. 솔로 플레이가 가능한 '싱글 전투', 다른 유저들과 함께 협동하여 클리어할 수 있는 '파티 전투'가 있다. 4종의 던전이 있으며 각각 1~10단계의 난이도가 있고 난이도가 높을수록 얻을 수 있는 보상도 좋아진다. 4종의 던전 별로 등장하는 보스 몬스터가 다르고, 얻을 수 있는 보상도 다르다. 또한 특정 영웅이 보유한 '제압기'로 보스 몬스터를 제압할 수 있다.

### 8인 레이드
8명의 영웅과 1종의 펫으로 덱을 구성하여 진행할 수 있는 보스 레이드 던전이다. 솔로 플레이가 가능한 '싱글 전투', 다른 유저들과 함께 협동하여 클리어할 수 있는 '파티 전투'가 있다. 1~10단계의 난이도가 있고 난이도가 높을수록 얻을 수 있는 보상도 좋아진다.

### 결투장
다른 유저와 대결할 수 있는 PvP 콘텐츠로, 일반전과 경쟁전이 있다. 덱을 구성한 후 자동 전투로 진행하는 방식이며, 점수에 따라 시즌 보상을 획득할 수 있다.

## 이야기
세븐나이츠2는 원작 세븐나이츠 '강림의 날'의 20년 후를 다룬 이야기로, 아일린이 이끄는 여명용병단을 중심으로 새로운 이야기가 시작된다. 미지의 소녀 '피네'와 여명용병단에게 일어나는 일련의 사건으로 인해 이들은 '마지막 세븐나이츠' 루디를 찾아 모험을 떠나게 된다. 이 여정에서 만나게 되는 다양한 영웅들을 통해 숨겨진 세븐나이츠의 이야기를 확인할 수 있다. 은둔자가 된 루디의 이야기, 그리고 강림의 날 이후 세븐나이츠의 세계에 어떤 일이 벌어지고 있는지 등 흥미로운 스토리를 직접 여명용병단이 되어 체험하게 된다. 